# Vaughan Arnell
Vaughan Arnell es un director británico de vídeos musicales y comerciales de televisión. Aunque al haber hecho filmes para clientes de alto perfil en el campo de comerciales de televisión, incluyendo Nestlé y Levi's, es más conocido por su trabajo en vídeos musicales. Él es un frecuente colaborador del artista musical Robbie Williams. Él era un miembro del equipo directorial Vaughan & Anthea (con Anthea Benton).

## Filmografía seleccionada de vídeos musicales
- Robbie Williams - Bodies (2009)
- Robbie Williams - Sin Sin Sin (2006)
- Robbie Williams - Radio (2004)
- Robbie Williams - Feel (2002)
- Robbie Williams & Nicole Kidman - Somethin Stupid (2001)
- Robbie Williams - The Road to Mandalay (2001)
- Robbie Williams - Eternity (2001)
- Robbie Williams - Supreme (2000)
- Robbie Williams - Rock DJ (2000)
- George Michael - Outside (1998)
- Spice Girls - Say You'll Be There (1998)
- Robbie Williams - Let Me Entertain You (1998)
- Robbie Williams - Angels (1997)
- Dead or Alive - You Spin Me Round (Like a Record) (1984) (codirigido con Anthea Benton)
- One Direction - Live While We're Young (2012)
- One Direction - Little Things (2012)
- One Direction - Kiss You (2013)